# FMA (set di istruzioni)
Il set di istruzioni FMA è un'estensione delle istruzioni a 128 e 256 bit per le estensioni Streaming SIMD Extensions dell'Instruction set dei microprocessori x86 per eseguire operazioni FMA (Fused Multily-add). Ci sono due varianti:
- FMA4 è supportato nei processori AMD a partire dall'architettura Bulldozer. FMA4 è stato realizzato in hardware prima di FMA3.
- FMA3 è supportato nei processori AMD a partire dall'architettura Piledriver e Intel a partire dai processori Haswell e Broadwell dal 2014.

## Nuove istruzioni
Le istruzioni FMA3 e FMA4 hanno funzionalità quasi identiche ma non sono compatibili. Entrambe contengono istruzioni fused multiply–add (FMA) per operazioni SIMD e scalari in virgola mobile, ma le istruzioni FMA3 hanno tre operandi mentre quelle FMA4 ne hanno quattro. L'operazione FMA ha la forma d = round (a · b + c) dove la funzione round esegue un arrotondamento per consentire al risultato di adattarsi al registro di destinazione se ci sono troppi bit significativi per adattarsi alla destinazione.
La forma a quattro operandi (FMA4) permette a, b, c e d di essere quattro diversi registri, mentre la forma a tre operandi (FMA3) richiede che d sia lo stesso registro di a, b o c. La forma a tre operandi rende il codice più breve e l'implementazione hardware leggermente più semplice, mentre la forma a quattro operandi fornisce maggiore flessibilità di programmazione.
Si veda il set di istruzioni XOP per ulteriori discussioni sui problemi di compatibilità tra Intel e AMD.

## Set di istruzioni FMA3

### CPU con FMA3
- AMD
  - AMD ha introdotto il supporto FMA3 nei processori a partire con l'architettura Piledriver per motivi di compatibilità.[2][3] I processori APU di seconda generazione basati su istruzioni FMA3 "Trinity" (32 nm) sono stati lanciati il 15 maggio 2012. I processori Bulldozer di seconda generazione con core Piledriver che supportano le istruzioni FMA3 sono stati lanciati il 23 ottobre 2012.
- Intel
  - Intel ha introdotto l'hardware FMA3 nei processori basati su Haswell nel corso del 2013.

### Estratto da FMA3
| Mnemonico (AT&T) | Operandi           | Operazione  |
| ---------------- | ------------------ | ----------- |
| VFMADD132PDy     | ymm, ymm, ymm/m256 | a = a·c + b |
| VFMADD132PSy     | ymm, ymm, ymm/m256 | a = a·c + b |
| VFMADD132PDx     | xmm, xmm, xmm/m128 | a = a·c + b |
| VFMADD132PSx     | xmm, xmm, xmm/m128 | a = a·c + b |
| VFMADD132SD      | xmm, xmm, xmm/m64  | a = a·c + b |
| VFMADD132SS      | xmm, xmm, xmm/m32  | a = a·c + b |
| VFMADD213PDy     | ymm, ymm, ymm/m256 | a = b·a + c |
| VFMADD213PSy     | ymm, ymm, ymm/m256 | a = b·a + c |
| VFMADD213PDx     | xmm, xmm, xmm/m128 | a = b·a + c |
| VFMADD213PSx     | xmm, xmm, xmm/m128 | a = b·a + c |
| VFMADD213SD      | xmm, xmm, xmm/m64  | a = b·a + c |
| VFMADD213SS      | xmm, xmm, xmm/m32  | a = b·a + c |
| VFMADD231PDy     | ymm, ymm, ymm/m256 | a = b·c + a |
| VFMADD231PSy     | ymm, ymm, ymm/m256 | a = b·c + a |
| VFMADD231PDx     | xmm, xmm, xmm/m128 | a = b·c + a |
| VFMADD231PSx     | xmm, xmm, xmm/m128 | a = b·c + a |
| VFMADD231SD      | xmm, xmm, xmm/m64  | a = b·c + a |
| VFMADD231SS      | xmm, xmm, xmm/m32  | a = b·c + a |

## Set di istruzioni FMA4

### CPU con FMA4
- AMD
  - Processori per "lavori pesanti"
    - Bulldozer, processore base, è stato lanciato il 12 ottobre 2011[4]
    - Piledriver, processore base[5]
    - Steamroller, processore base
    - Excavator, processore base (incluso "v2")

  - Zen: i test di WikiChip mostrano che FMA4 sembra ancora funzionare (alle condizioni dei test) nonostante non sia ufficialmente supportato e nemmeno riportato da CPUID. Questo è stato confermato anche da Agner,[6] ma altri test hanno dato risultati errati.[7] Il sito web ufficiale AMD ha pubblicato una nota di supporto per FMA4 indicando come processori compatibili gli ZEN= AMD ThreadRipper 1900x, R7 Pro 1800, 1700, R5 Pro 1600, 1500, R3 Pro 1300, 1200, R3 2200G, R5 2400G[8][9][10]
- Intel
  - Non è certo che i futuri processori Intel supporteranno FMA4, a causa dell'annunciato cambiamento di Intel in FMA3.

### Estratto da FMA4
| Mnemonico (AT&T) | Operandi                     | Operazione  |
| ---------------- | ---------------------------- | ----------- |
| VFMADDPDx        | xmm, xmm, xmm/m128, xmm/m128 | a = b·c + d |
| VFMADDPDy        | ymm, ymm, ymm/m256, ymm/m256 | a = b·c + d |
| VFMADDPSx        | xmm, xmm, xmm/m128, xmm/m128 | a = b·c + d |
| VFMADDPSy        | ymm, ymm, ymm/m256, ymm/m256 | a = b·c + d |
| VFMADDSD         | xmm, xmm, xmm/m64, xmm/m64   | a = b·c + d |
| VFMADDSS         | xmm, xmm, xmm/m32, xmm/m32   | a = b·c + d |

## Storia
L'incompatibilità tra FMA3 di Intel e FMA4 di AMD è dovuta al fatto che entrambe le aziende cambiano i piani senza coordinare tra loro i dettagli di codifica. AMD ha cambiato i suoi piani da FMA3 a FMA4 mentre Intel ha cambiato i suoi da FMA4 a FMA3 quasi contemporaneamente. La storia può essere riassunta come segue:
- Agosto 2007: AMD annuncia il set di istruzioni SSE5, che include istruzioni per 3 operandi e FMA. Viene introdotto un nuovo schema di codifica (DREX) per consentire alle istruzioni di avere tre operandi[11]
- Aprile 2008: Intel annuncia i set di istruzioni AVX e FMA, comprese le istruzioni per l'uso a 4 operandi e FMA. La codifica di queste istruzioni utilizza il nuovo schema di codifica VEX,[12] che è più flessibile dello schema DREX di AMD
- Dicembre 2008: Intel cambia le specifiche per le istruzioni FMA da 4 operandi a 3 operandi. Lo schema di codifica VEX è ancora in uso[13]
- Maggio 2009: AMD cambia le specifiche delle istruzioni FMA dal modulo 3-operandi DREX al modulo 4-operandi VEX, compatibile con le specifiche Intel dell'aprile 2008 piuttosto che con le specifiche Intel del dicembre 2008[2]
- Ottobre 2011: il processore AMD Bulldozer supporta FMA4[5]
- Gennaio 2012: AMD annuncia il supporto di FMA3 nei futuri processori Trinity e Vishera, che si basano sull'architettura Piledriver[14]
- Maggio 2012: il processore AMD Piledriver supporta sia FMA3 che FMA4[5]
- Giugno 2013: il processore Intel Haswell supporta FMA3[15]
- Febbraio 2017: la prima generazione di processori AMD Ryzen supporta ufficialmente FMA3, ma non FMA4 secondo le istruzioni della CPUID.[16] C'è stata confusione riguardo al fatto che FMA4 sia stato implementato o meno su questo processore a causa di errori nella patch iniziale del pacchetto GNU Binutils che da allora è stato corretto.[17][18] Secondo alcuni test le istruzioni di FMA4 sembrano funzionare, anche se possono dare risultati errati.[7] Inoltre, le CPU Ryzen iniziali potrebbero andare in crash a causa di una particolare sequenza di istruzioni FMA3. Da allora è stato risolto con un aggiornamento del mcrocode della CPU.[19]

## Compilatori e assemblatori supportati
Diversi compilatori forniscono diversi livelli di supporto per FMA4:
- GCC supporta FMA4 con -mfma4 dalla versione 4.5.0[20] e FMA3 con -mfma dalla versione 4.7.0
- Microsoft Visual C++ 2010 SP1 supporta l'istruzione FMA4[21]
- Microsoft Visual C++ 2012 supporta le istruzioni FMA3 (se il processore supporta anche l'estensione del set di istruzioni AVX2)
- Microsoft Visual C++ 2013
- Microsoft Visual C++ 2015
- Microsoft Visual C++ 2017
- PathScale supporta FMA4 con -mfma[22]
- LLVM 3.1 aggiunge il supporto FMA4,[23] insieme al supporto preliminare FMA3[24]
- Open64 5.0 aggiunge "supporto limitato"
- I compilatori Intel supportano solo le istruzioni FMA3[20]
- NASM supporta le istruzioni FMA3 dalla versione 2.03 e le istruzioni FMA4 dalla versione 2.06
- Yasm supporta le istruzioni FMA3 dalla versione 0.8.0 e le istruzioni FMA4 dalla versione 1.0.0.0
- FASM supporta sia le istruzioni FMA3 che FMA4